# 技术融合
本文描述科学和技术的融合，包括新兴技术（NBIC，即纳米技术、生物技术、信息技术和认知技术）的融合和媒体技术的融合。

## 概念

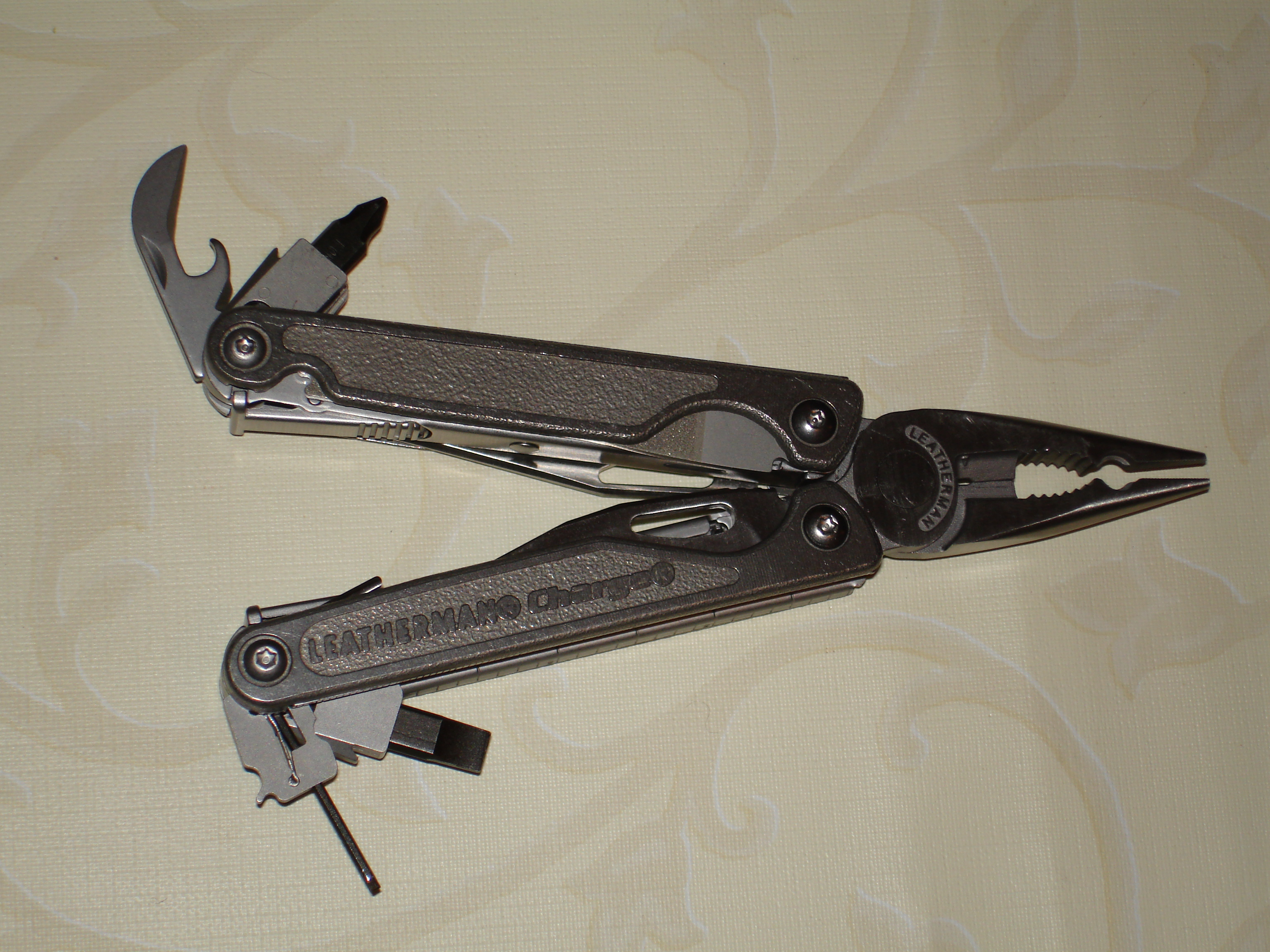
一个融合的机械工具，多功能工具，他将多种工具集成在一起。

“融合是对知识、工具和所有相关人类活动的深度集成，社会因而能够回答新的问题，以改变各自的物质或社会生态系统。这种变化在各个的生态系统中开辟了新的趋势、途径和机会……”（劳卡2002年，班布里奇和劳卡2016年）
NBIC是一个缩写，代表纳米技术（Nanotechnology）、生物技术（Biotechnology）、信息技术（Information technology）和认知科学（Cognitive science），是2014年最流行的技术融合用语。它是由报告《融合技术提高人类工作效率》提出的，该报告由美国国家科学基金会部分赞助。还有一些其它的缩写提供了类似的概念：
- GNR——遗传学（Genetics）、纳米技术（Nanotechnology）和机器人学（Robotics）。[4]
- GRIN——遗传学（Genetics）、机器人学（Robotics）、信息技术（Information technology）和纳米技术（Nanotechnology），记者乔尔·加罗（英语：Joel Garreau）在《激进的演变（英语：Radical Evolution）：增强我们的意识和身体所带来的希望和冒险，以及作为人类意味着什么》中使用。[5]
- GRAIN——遗传学（Genetics）、机器人学（Robotics）、人工智能（Artificial Intelligence）和纳米技术（Nanotechnology），科学记者（英语：Science journalist）道格拉斯·马尔霍尔在《我们的分子未来：纳米技术、机器人技术、遗传学和人工智能将如何改变我们的世界》中使用。[6]
- BANG——位元（Bits）、原子（Atoms）、神经元（Neurons）和基因（Genes），由适用技术组织ETC集团（英语：ETC Group (AGETC)）创造。[7]

劳卡、班布里奇、托恩和怀特赛德斯的《知识、技术和社会的融合（2013）》较为全面的列举了这些术语。班布里奇和劳卡共同编辑和撰写的施普林格参考书《科技融合手册（2016）》 （页面存档备份，存于）定义了各种科技和医学领域的融合概念。劳卡还发表了《促进融合的原则和方法（2015）》 （页面存档备份，存于）

## 通讯行业的例子
技术融合的解决方案，涵盖了固网电信和移动技术。最近的新技术融合服务的例子包括：
- 使用因特网进行语音和视频通话
- 视频点播
- 固定-移动融合
- 移动-移动融合（英语：Mobile-to-mobile convergence）
- 基于位置的服务
- 集成产品和服务包

融合技术可以集成固网和移动网，以提供融合的解决方案。融合技术包括：
- IP多媒体子系统
- 会话发起协议
- IPTV
- 网络协议通话技术
- 语音通话连续性（英语：Voice call continuity）
- 手持式数字视频广播

### 手机
手机社会功能的变化，充分体现了技术融合。由于技术进步，手机功能越来越多，远不只是用来打电话。它们还包含了上网、视频播放器、MP3播放器和照相机的功能。另外一个例子，在德里、班加罗尔、海德拉巴、孟买和印度其它地方拍摄的《阻止我呀》（2004），使用了具有EDGE功能的手机进行视频直播。

## 市场影响
融合是一个全球市场的动态，不同的公司和部门被摆在一起，既是竞争者又是合作者，也会跨越传统的行业和技术界限。在融合占主导地位的世界上，许多传统的产品、服务和公司，将会衰落，代之以惊人的一批新的产品、服务和公司。一系列技术发展成为融合的加速器，包括移动性、分析、云、数字和社会网络。融合对毫无准备的人来说是一种破坏性力量、一种威胁，但对某些公司来说是一个巨大的增长机会。在日新月异的市场规则之下，这些公司可以不断创新，并面对其不断扩充的竞争对手名单。融合使行业界限变得模糊，企业可以更多样化，扩展到其原先的市场之外。例如，移动服务成为汽车中越来越重要的部分；化学品公司与农业综合企业合作；设备制造商销售音乐、视频和书籍，书商成为消费设备公司；搜索和广告公司成为电信公司；媒体公司与电信公司互相渗透；零售商与金融服务公司相互渗透；化妆品公司与制药公司合作；等等。手机的引用范围大大拓宽了，使用户能够进行在线支付、收看视频，甚至在离家工作时就可以调节家里的温度。